# Hans-Johann Färber
Hans-Johann Färber (Šljivoševci, 20 aprile 1947) è un ex canottiere tedesco.

## Palmarès

### Olimpiadi
- 2 medaglie:
  - 1 oro (Monaco di Baviera 1972 nel quattro con)
  - 1 bronzo (Montréal 1976 nel quattro con)

### Mondiali
- 3 medaglie:
  - 1 oro (St. Catharines 1970 nel quattro con)
  - 2 bronzi (Lucerna 1974 nel quattro con; Nottingham 1975 nel quattro con)

### Europei
- 3 medaglie:
  - 2 ori (Klagenfurt 1969 nel quattro con; Copenaghen 1971 nel quattro con)
  - 1 bronzo (Vichy 1967 nel due senza)